# 樺太廳已廢除的市町村列表
樺太廳已不存在市町村列表包括了樺太實行樺太町村制施行（1929年7月1日），因為市町村合併而被廢除的市町村一覽。不包括只是更改名稱的市町村。

## 條件
- 町村が「町制」・「市制」を施行し町・市となるケース
- 實行、「町制」、「市制」的町市的情況下：
  - 改制的「市町村」不包括在列表中。（例：豐原町→豐原市）
  - 町制、市制施行期間改名的市町村不包括在列表中。（三濱村→珍內町）
- 改名的市町村不包括在列表中。
- 改變縣轄的市町村不包括在列表中。
- 市町村因合併而被廢除的情況下：
  - 編入合併市町村時，仍然存在地市町村不包括在列表中。
  - 編入合併市町村時，廢除的市町村包括在列表中。
  - 新設合併市町村時，廢除的市町村包括在列表中。
  - 新設合併市町村時，名稱保留的市町村但與舊轄址不同的包括在列表中。
- 分割與分立的情況下：
  - 分割而被廢除的市町村包括在列表中。（名好村→名好町、西柵丹村）
  - 分立後仍然存在的市町村不包括在列表中。（惠須取町一部分→塔路町）

## 列表
- 名好郡名好村 （1941年4月1日）分割為名好郡名好町及西柵丹村
- 豐原市 （1949年6月1日）國家行政組織法施行後廢除
- 惠須取郡惠須取町 （1949年6月1日）國家行政組織法施行後廢除
- 惠須取郡珍內町 （1949年6月1日）國家行政組織法施行後廢除
- 惠須取郡塔路町 （1949年6月1日）國家行政組織法施行後廢除
- 惠須取郡鵜城村 （1949年6月1日）國家行政組織法施行後廢除
- 大泊郡大泊町 （1949年6月1日）國家行政組織法施行後廢除
- 大泊郡千歲村 （1949年6月1日）國家行政組織法施行後廢除
- 大泊郡深海村 （1949年6月1日）國家行政組織法施行後廢除
- 大泊郡長濱村 （1949年6月1日）國家行政組織法施行後廢除
- 大泊郡遠淵村 （1949年6月1日）國家行政組織法施行後廢除
- 大泊郡富內村 （1949年6月1日）國家行政組織法施行後廢除
- 大泊郡知床村 （1949年6月1日）國家行政組織法施行後廢除
- 敷香郡敷香町 （1949年6月1日）國家行政組織法施行後廢除
- 敷香郡內路村 （1949年6月1日）國家行政組織法施行後廢除
- 敷香郡泊岸村 （1949年6月1日）國家行政組織法施行後廢除
- 敷香郡散江村 （1949年6月1日）國家行政組織法施行後廢除
- 泊居郡泊居町 （1949年6月1日）國家行政組織法施行後廢除
- 泊居郡名寄村 （1949年6月1日）國家行政組織法施行後廢除
- 泊居郡久春內村 （1949年6月1日）國家行政組織法施行後廢除
- 豐榮郡落合町 （1949年6月1日）國家行政組織法施行後廢除
- 豐榮郡豐北村 （1949年6月1日）國家行政組織法施行後廢除
- 豐榮郡川上村 （1949年6月1日）國家行政組織法施行後廢除
- 豐榮郡榮濱村 （1949年6月1日）國家行政組織法施行後廢除
- 豐榮郡白縫村 （1949年6月1日）國家行政組織法施行後廢除
- 名好郡名好町 （1949年6月1日）國家行政組織法施行後廢除
- 名好郡西柵丹村 （1949年6月1日）國家行政組織法施行後廢除
- 本斗郡本斗町 （1949年6月1日）國家行政組織法施行後廢除
- 本斗郡內幌町 （1949年6月1日）國家行政組織法施行後廢除
- 本斗郡好仁村 （1949年6月1日）國家行政組織法施行後廢除
- 本斗郡海馬村 （1949年6月1日）國家行政組織法施行後廢除
- 真岡郡真岡町 （1949年6月1日）國家行政組織法施行後廢除
- 真岡郡野田町 （1949年6月1日）國家行政組織法施行後廢除
- 真岡郡廣地村 （1949年6月1日）國家行政組織法施行後廢除
- 真岡郡蘭泊村 （1949年6月1日）國家行政組織法施行後廢除
- 真岡郡清水村 （1949年6月1日）國家行政組織法施行後廢除
- 真岡郡小能登呂村 （1949年6月1日）國家行政組織法施行後廢除
- 元泊郡知取町 （1949年6月1日）國家行政組織法施行後廢除
- 元泊郡元泊村 （1949年6月1日）國家行政組織法施行後廢除
- 元泊郡帆寄村 （1949年6月1日）國家行政組織法施行後廢除
- 留多加郡留多加町 （1949年6月1日）國家行政組織法施行後廢除
- 留多加郡三鄉村 （1949年6月1日）國家行政組織法施行後廢除
- 留多加郡能登呂村 （1949年6月1日）國家行政組織法施行後廢除

日本官方主張，日本在1951年9月8日的舊金山和約（1952年4月28日生效）向蘇聯以外的同盟國放棄南樺太和千島列島的主權，但是目前南樺太和千島列島的主權歸屬未定，最終的歸屬需透過國際解決。

## 相關項目
- 樺太
- 樺太町村制